# Purcăreț, Sălaj
Purcăreț este un sat în comuna Letca din județul Sălaj, Transilvania, România. Se află în partea de nord-est a acestuia.

## Localizare
Localitatea este amplasată pe partea dreaptă a râului Someș, la limită cu județul Maramureș. 

## Istoric
Prima atestare documentară a localității provine din anul 1543, când satul apare sub numele de Porkerecz. Alte atestări documentare provin din anii 1553 Porkoricza, 1566 Pwrkerecz, Purkerech, 1733 Purkeritz, 1750 Porkeresty, 1760-1762 Purkeretz, 1830 Purkuretz, 1850 Purkuretzi, 1854 Purkerecz, Purcureți, 1966 Purcăreț.
Tot în acest sat își are originea familia nobiliară Lazăr de Purcăreț.

## Demografie
- Conform recensământului populației României din anul 2002, localitatea avea:

| Număr total de locuitori | Locuitori de sex masculin | Locuitori de sex feminin |
| ------------------------ | ------------------------- | ------------------------ |
| 139                      | 65                        | 74                       |

- În anul 1930 localitatea avea:[3]

| Populație totală | Gospodării     | Infirmități  | Populație flotantă     |
| ---------------- | -------------- | ------------ | ---------------------- |
| 503              | idividuale 113 | orbi 0       | de sex masculin 7      |
|                  | comune 0       | surdo-muți 0 | de sex feminin 3       |
|                  |                | ologi 1      | de cetățenie română 10 |
|                  |                |              | străini 0              |

- Recensământul din anul 1910 privind populația în funcție de ocupații este:[4]

| Populația                  | Populația întreținută pe ramuri ale economiei |
| -------------------------- | --------------------------------------------- |
| Total: 491                 | Agricultură și horticultură: 179              |
| Populația ocupată: 200     | Comerț și credit: 3                           |
| Populația întreținută: 291 | Transporturi: 1                               |
|                            | Serviciu public și liber profesioniști: 3     |
|                            | Servitori casnici: 2                          |
|                            | Alte ocupații necunoscute: 2                  |

- Conform recensământului din anul 1900, localitatea avea:

Suprafața în iagăre (0,57ha): 1661.
| Case | Cetățeni   | Populația   | Populația totală |
| ---- | ---------- | ----------- | ---------------- |
| 112  | Străini: 0 | Civilă: 463 | 463              |
|      | Plecați: 0 | Militară: 0 |                  |

- Recensământul din anul 1890:[6]

| Populația prezentă | Populația după limba maternă |
| ------------------ | ---------------------------- |
| 401                | Română: 378                  |
|                    | Maghiară: 23                 |

- În anul 1850 recensământul populației este următorul:[7]

| Case | Locuințe | Populația     |
| ---- | -------- | ------------- |
| 81   | 109      | de drept: 454 |
|      |          | plecați: 9    |
|      |          | străini: 13   |
|      |          | prezentă: 458 |

Conform statisticii Românilor din Transilvania în anul 1750, Purcărețul (Porkeresty), avea 134 de locuitori ceea ce indica o creștere mare într-un timp relativ scurt, în anii anterior menționându-se doar 17 locuitori.
Între anii 1728-1750, pe baza documentelor episcopiei bisericii greco-catolice, se presupune că Purcărețul ar fi avut doar 17 locuitori (lat. incolae), iar preotul satului (lat. nomina poparum) se numea Kirila.

## Imagini

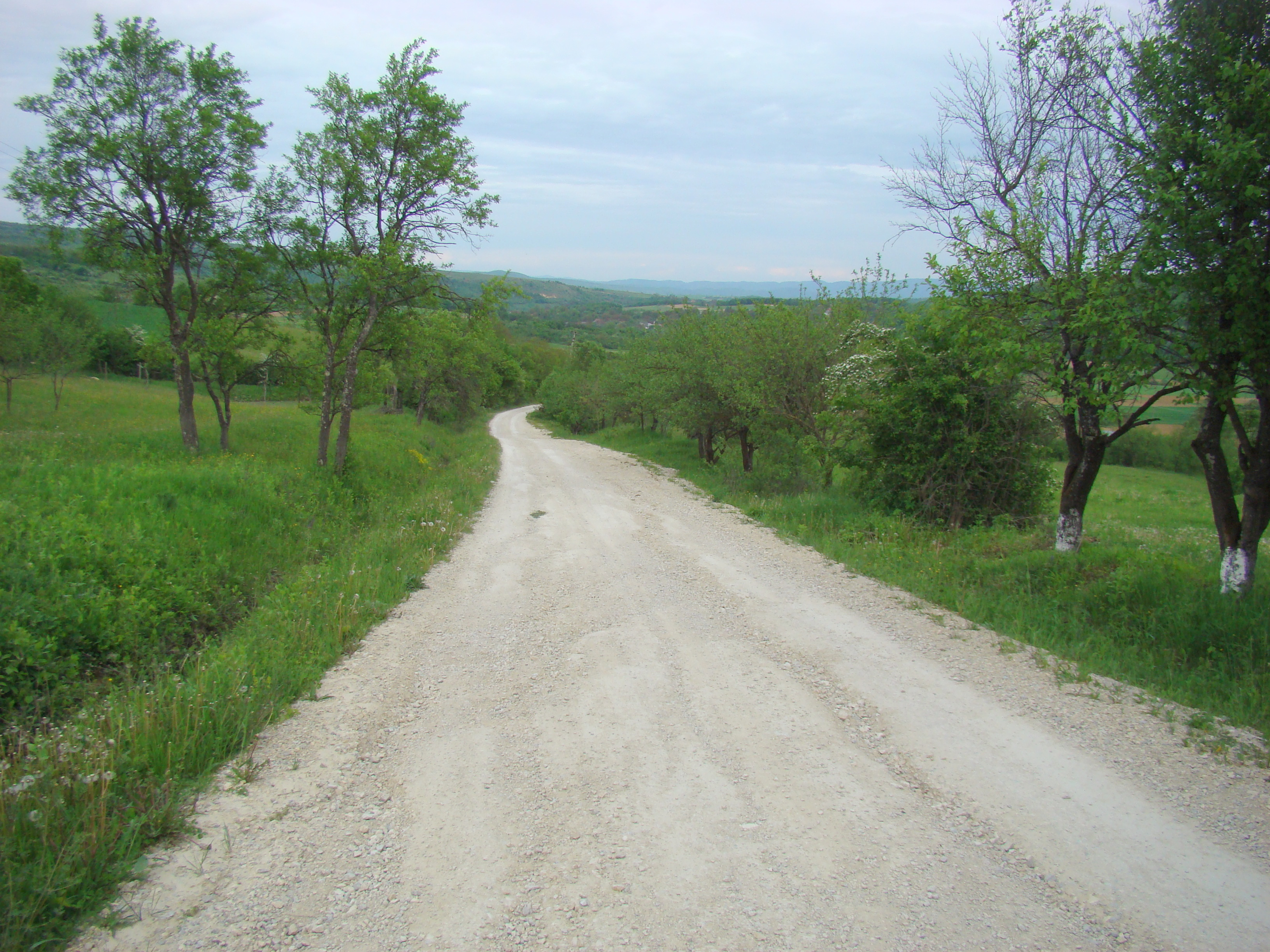
Drumul Purcăreț–Toplița
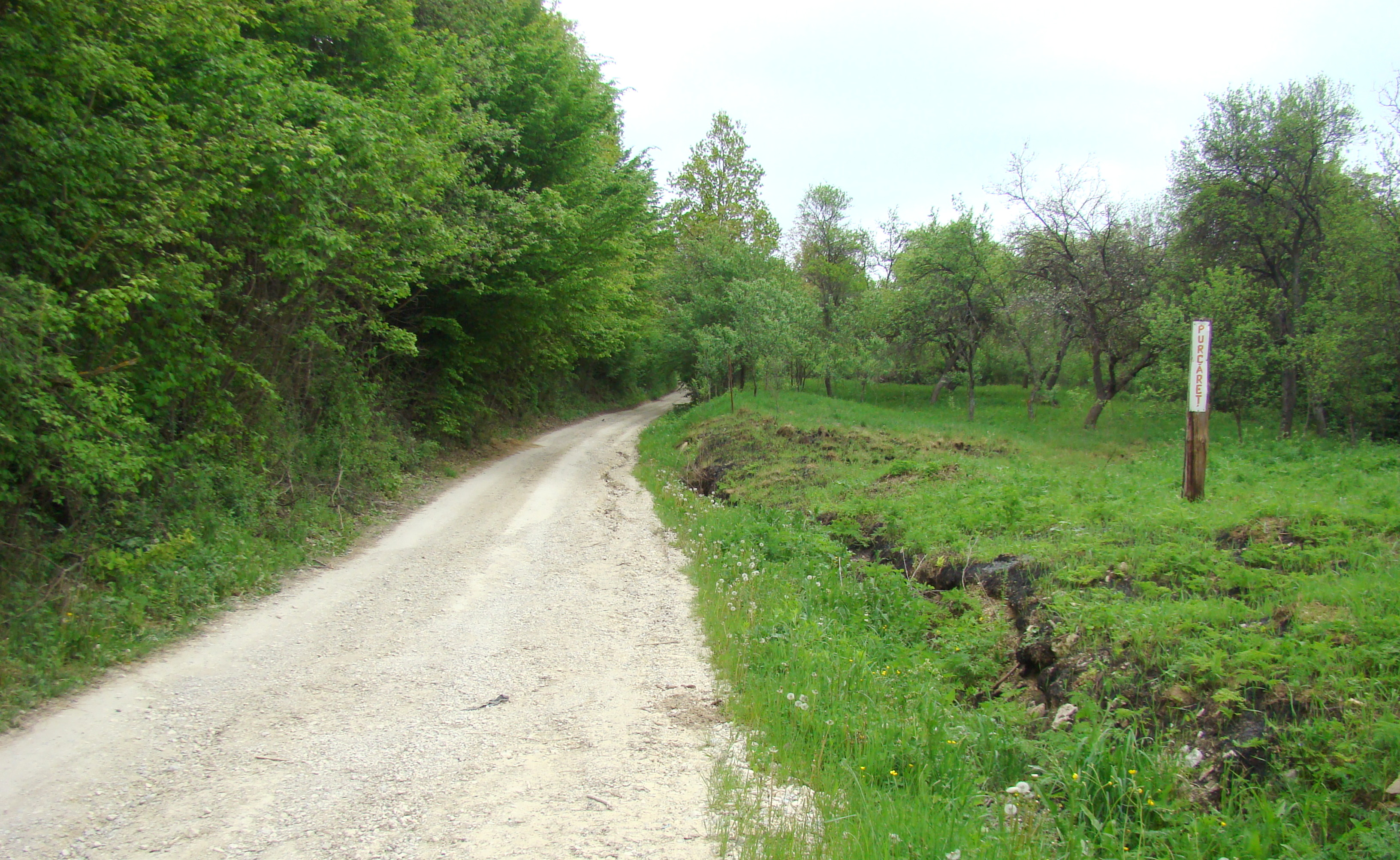
Intrarea în localitate
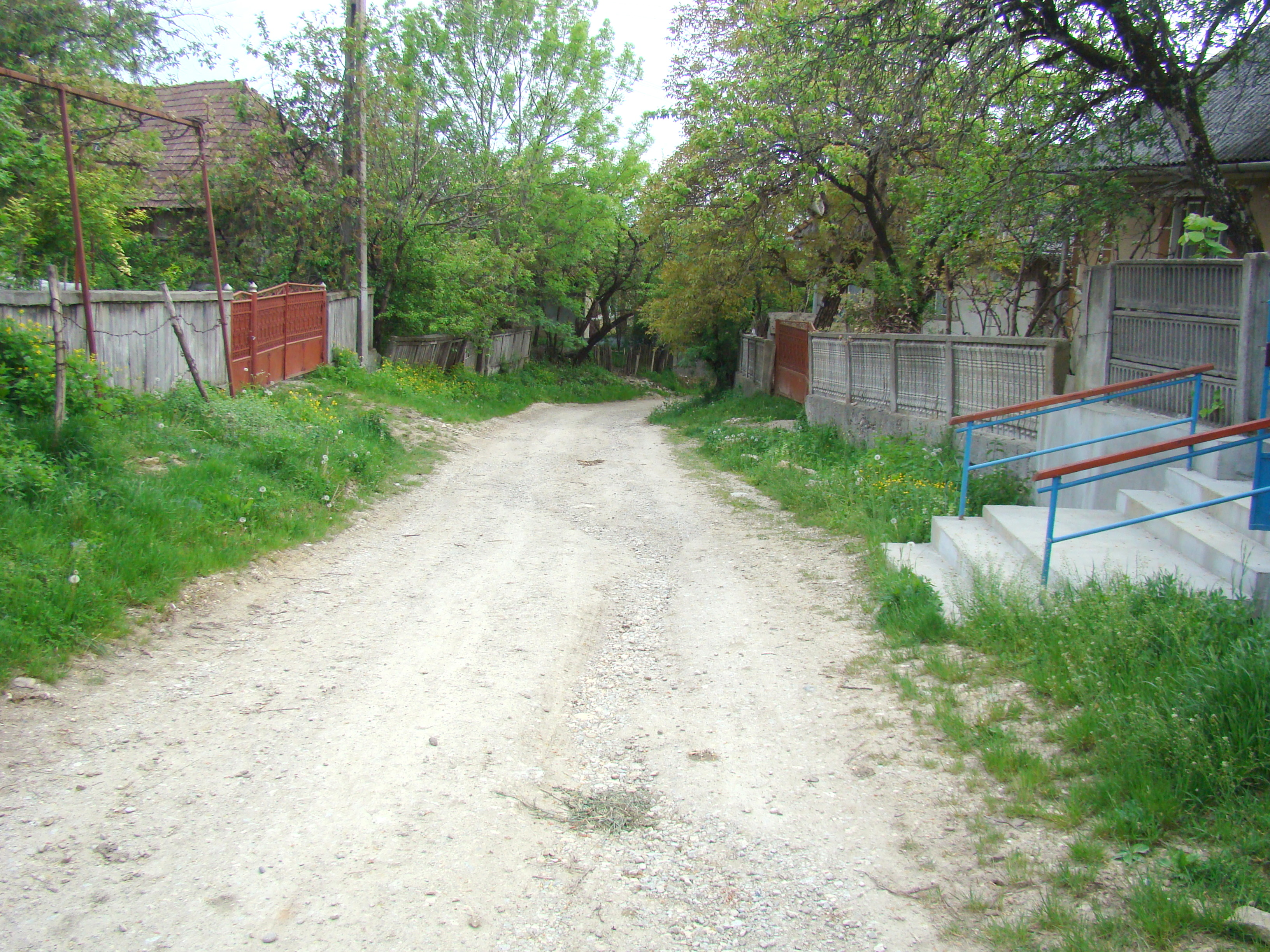
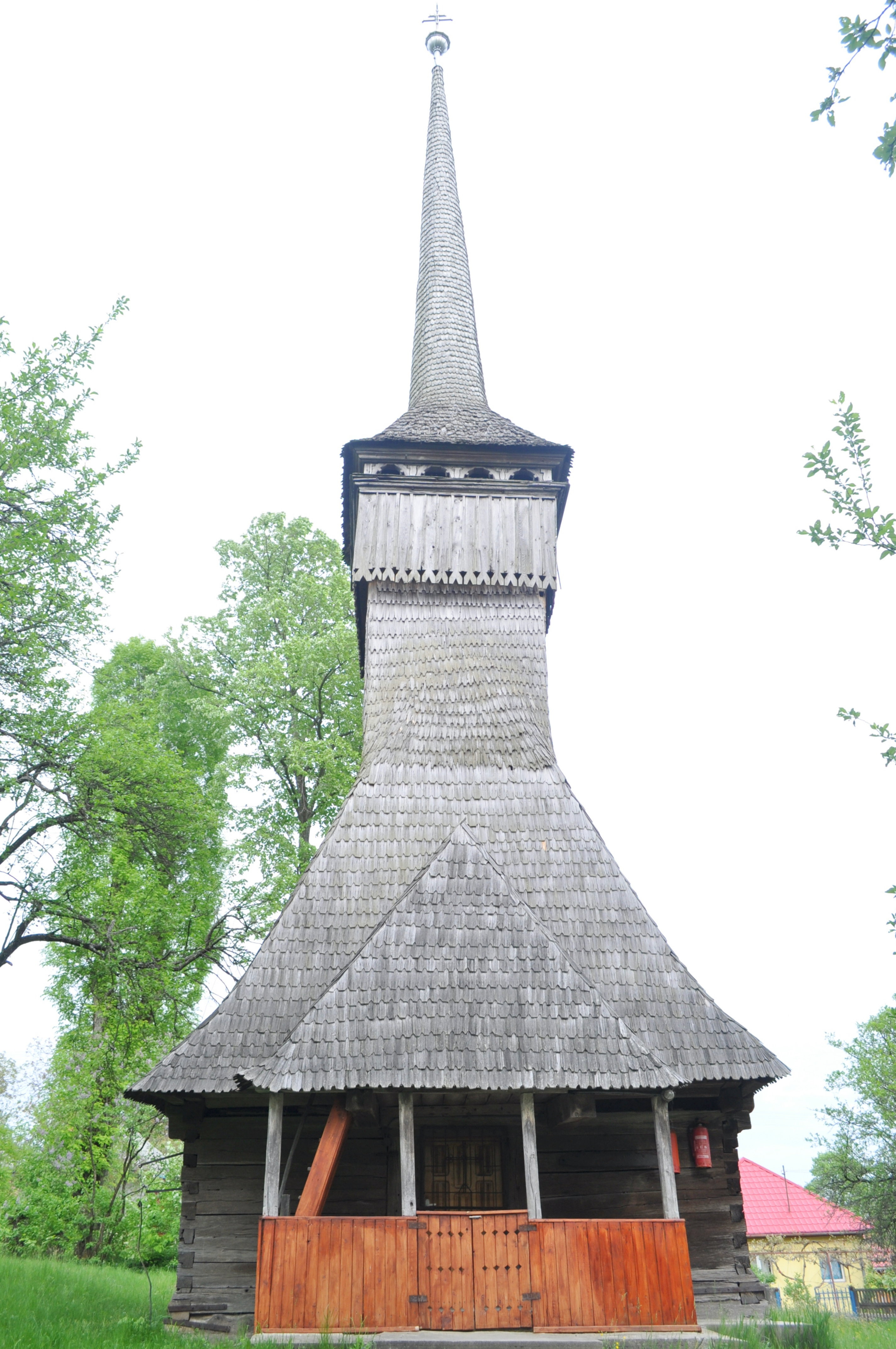
Biserica de lemn (monument istoric)
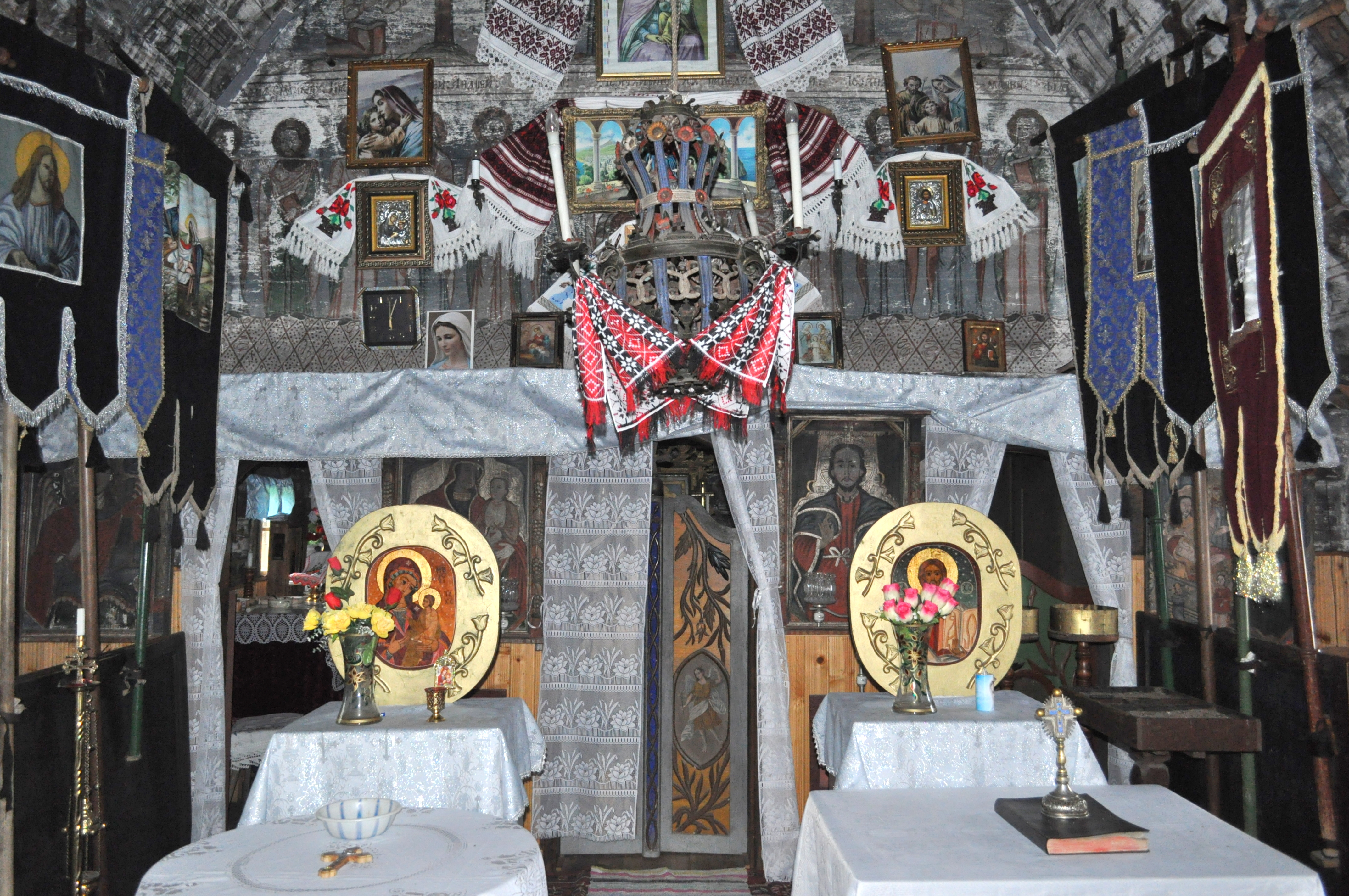
Biserica de lemn (iconostasul)
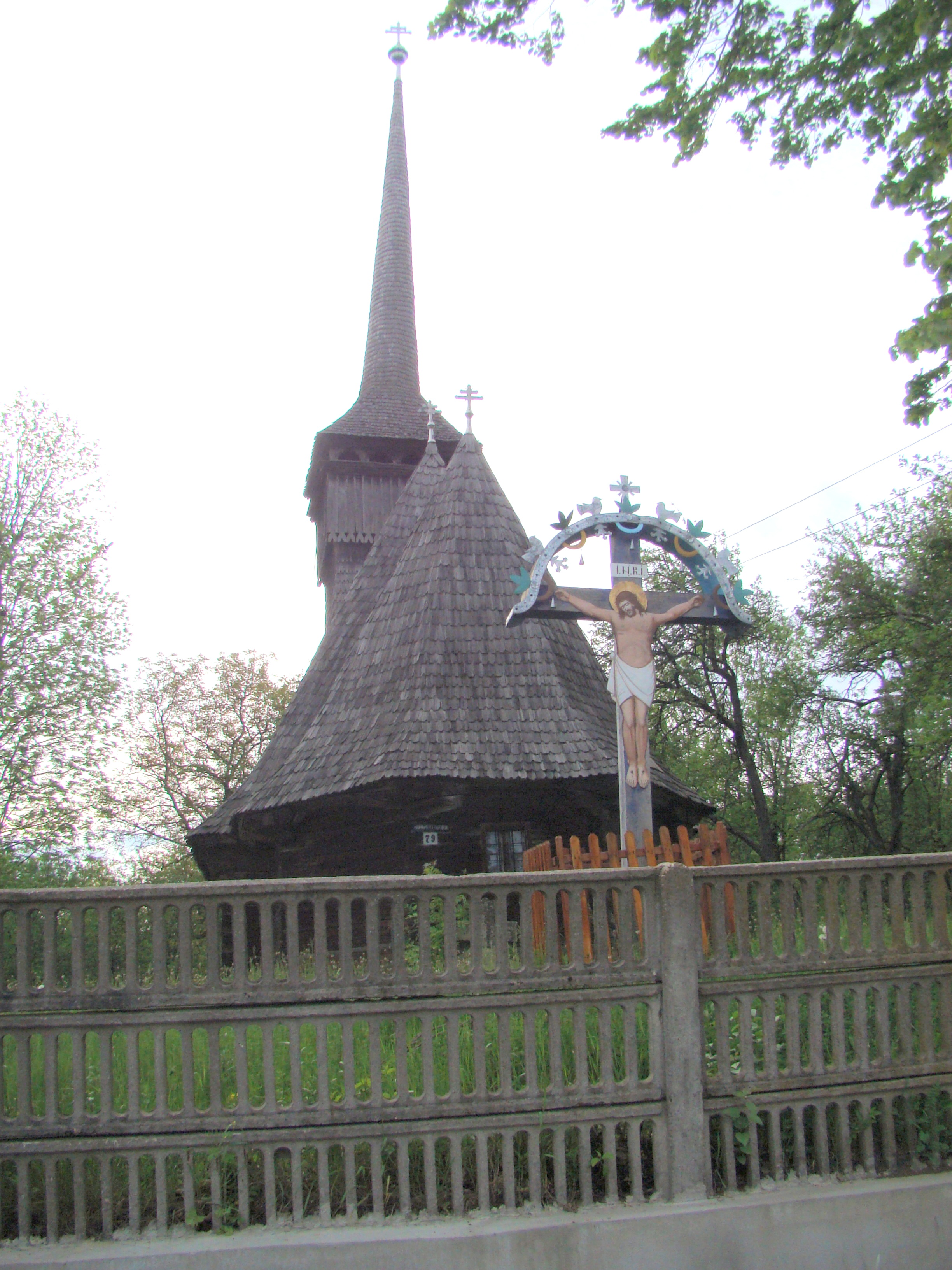
Biserica de lemn (monument istoric)
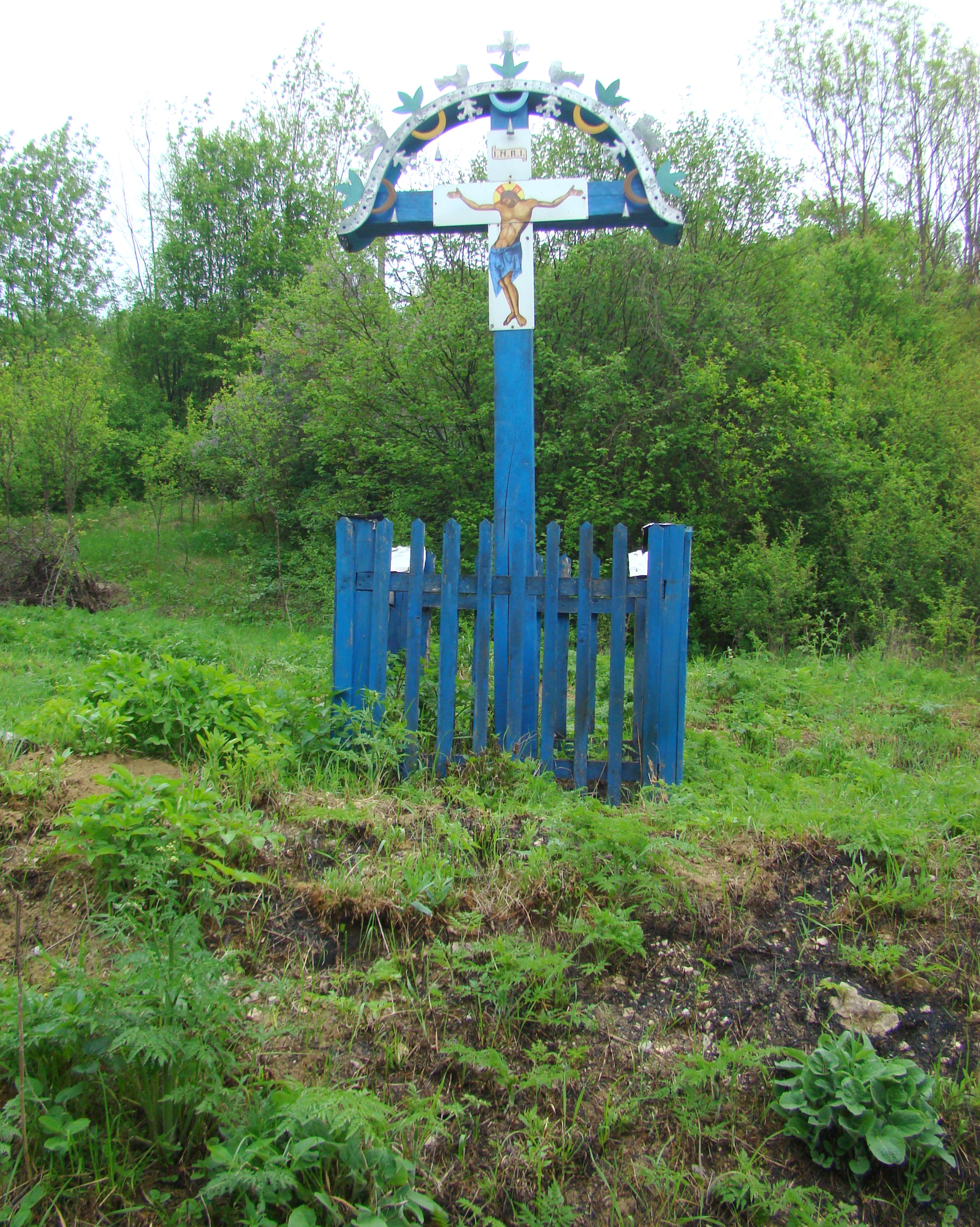
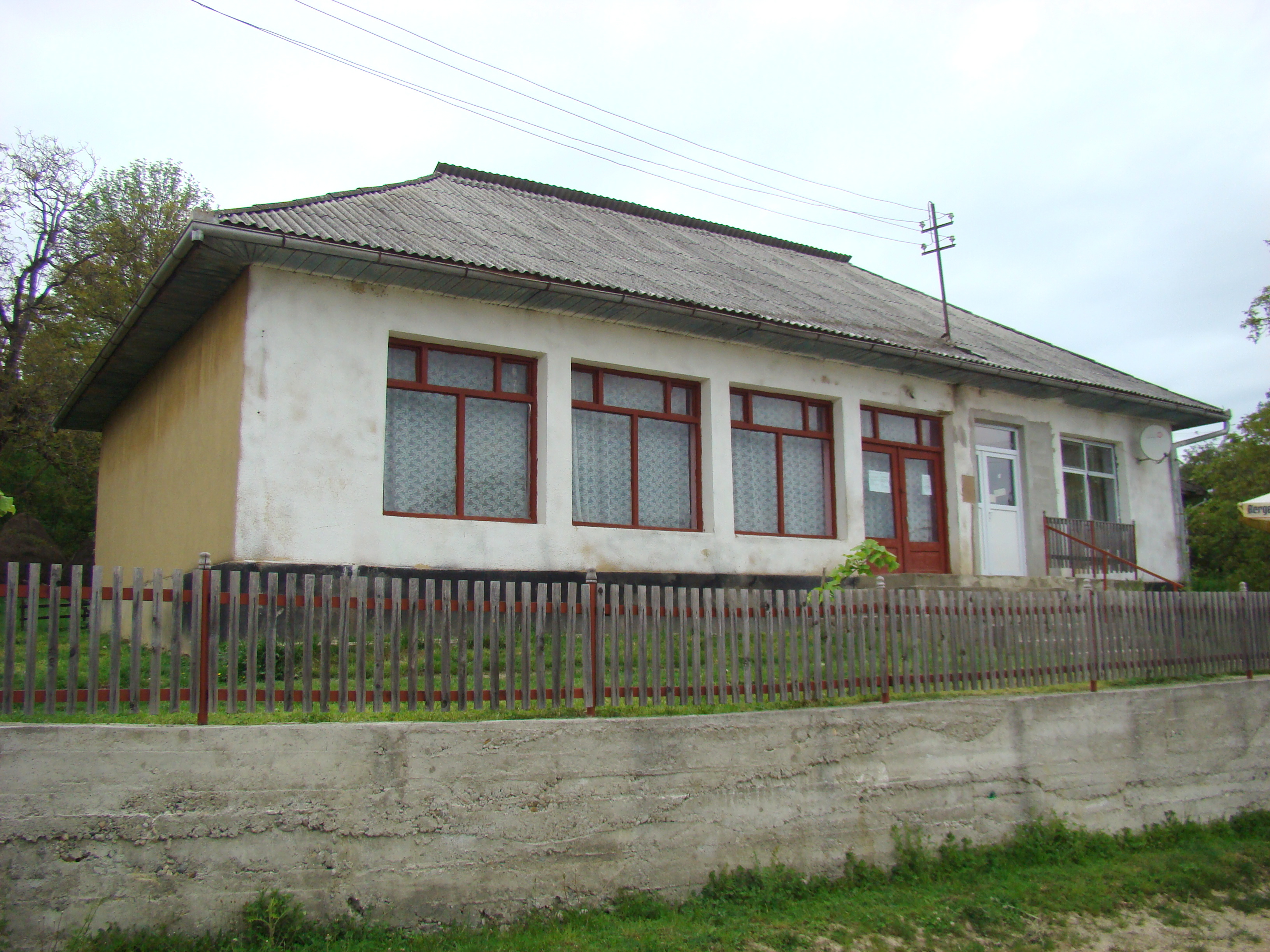
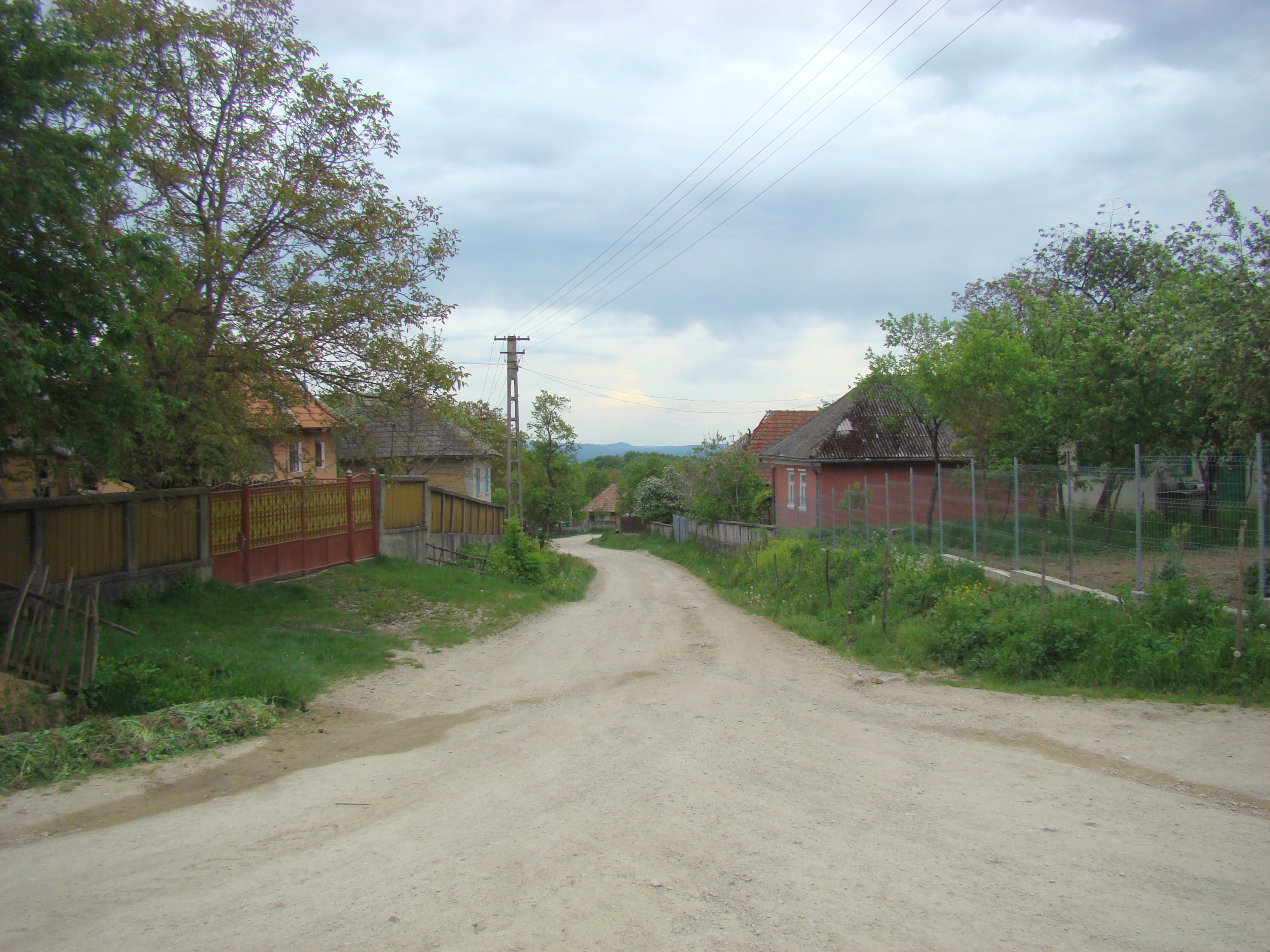